# Nértxinsk
Nértxinsk (en rus: Не́рчинск) és una ciutat del krai de Zabaikàlie, a Rússia,situada 305 km a l'est de Txità, i 644 km a l'est del llac Baikal. Es troba sobre la riba esquerra del riu Nertxa, set quilòmetres abans de la seva confluència amb el riu Xilka, que desemboca a l'Amur.

## Història
El fort de Nértxinsk es remunta a 1654 i la ciutat pròpiament dita va ser fundada quatre anys més tard per Afanasi Paixkov, que va obrir així una comunicació directa entre els establiments russos del Transbaikal i els de l'Amur, fundats pels cosacs i els venedors de pells vinguts de la regió d'Iakutsk. En 1689, el Tractat de Nértxinsk, signat entre Rússia i la Xina, va aturar tot nou avanç de Rússia a la conca de l'Amur durant prop de dos segles.
Nértxinsk va esdevenir el principal centre del comerç amb la Xina. L'obertura de la carretera occidental a través de Mongòlia, per Ulan Bator, i l'establiment d'una oficina duanera a Kiakhta, en 1728, va desplaçar aquest comerç cap a una carretera nova. Però Nertxinsk rebé un nou impuls, gràcies a l'arribada d'immigrants, sobretot exiliats, a Transbaikal, i al desenvolupament de l'activitat minera i el gran nombre de condemnats enviats al kàtorga de Nértxinsk. Finalment, Nértxinsk va esdevenir la ciutat principal del Transbaikal.
Nértxinsk va rebre, en 1782, la visita del cèlebre aventurer i enginyer anglès Samuel Bentham. Bentham s'havia fixat en el potencial de Nértxinsk per servir d'accés al mar d'Okhotsk, a condició que la navegació sobre l'Amur fos autoritzada per la Xina. Això hauria permès desenvolupar el comerç de les pells amb l'oceà Pacífic i els ports xinesos fins a Canton.
El 1812, Nértxinsk va ser transferit de les ribes del Xilka al seu indret actual, per causa de les inundacions. La ciutat va perdre la seva supremacia regional a la fi del segle xix en benefici de Txità, ja que no es trobava en el trajecte del Transsiberià. La població s'elevava a 6.713 habitants en 1897.
A començaments del segle xix, Nértxinsk estava construïda bàsicament amb fusta, i els seus barris més baixos eren sovint presa de les inundacions. Els habitants vivien principalment de l'agricultura (tabac). Alguns comerciants vivien del comerç de bestiar, del te importat de la Xina i de productes manufacturats russos. Les mines d'or de la regió eren la propietat dels Butin, una família de negociants, que les explotava. El palau dels Butin, d'estil neomorisc, existeix a hores d'ara, però està completament deteriorat.
Avui l'economia de Nértxinsk descansa sobre modestes activitats industrials (indústria electromecànica i agroalimentària).

## Patrimoni
La ciutat posseeix un petit museu, fundat en 1884, la catedral de la Resurrecció, construïda en 1825 en un estil neoclàssic per commemorar el desplaçament de la ciutat (el seu campanar fou destruït després revolució bolxevic). El monestir de l'Assumpció, a l'antic indret de Nértxinsk, va ser fundat el 1664 ; la seva catedral, consagrada en 1712, és l'edifici d'estil barroc moscovita situat més a l'est.

## Població
| 1897  | 1926  | 1939   | 1959   | 1970   | 1979   | 1989   | 2002   | 2008   |
| ----- | ----- | ------ | ------ | ------ | ------ | ------ | ------ | ------ |
| 6 700 | 6 500 | 17 500 | 13 500 | 13 400 | 16 900 | 17 000 | 15 748 | 14 225 |